# Річ Посполита Трьох Народів

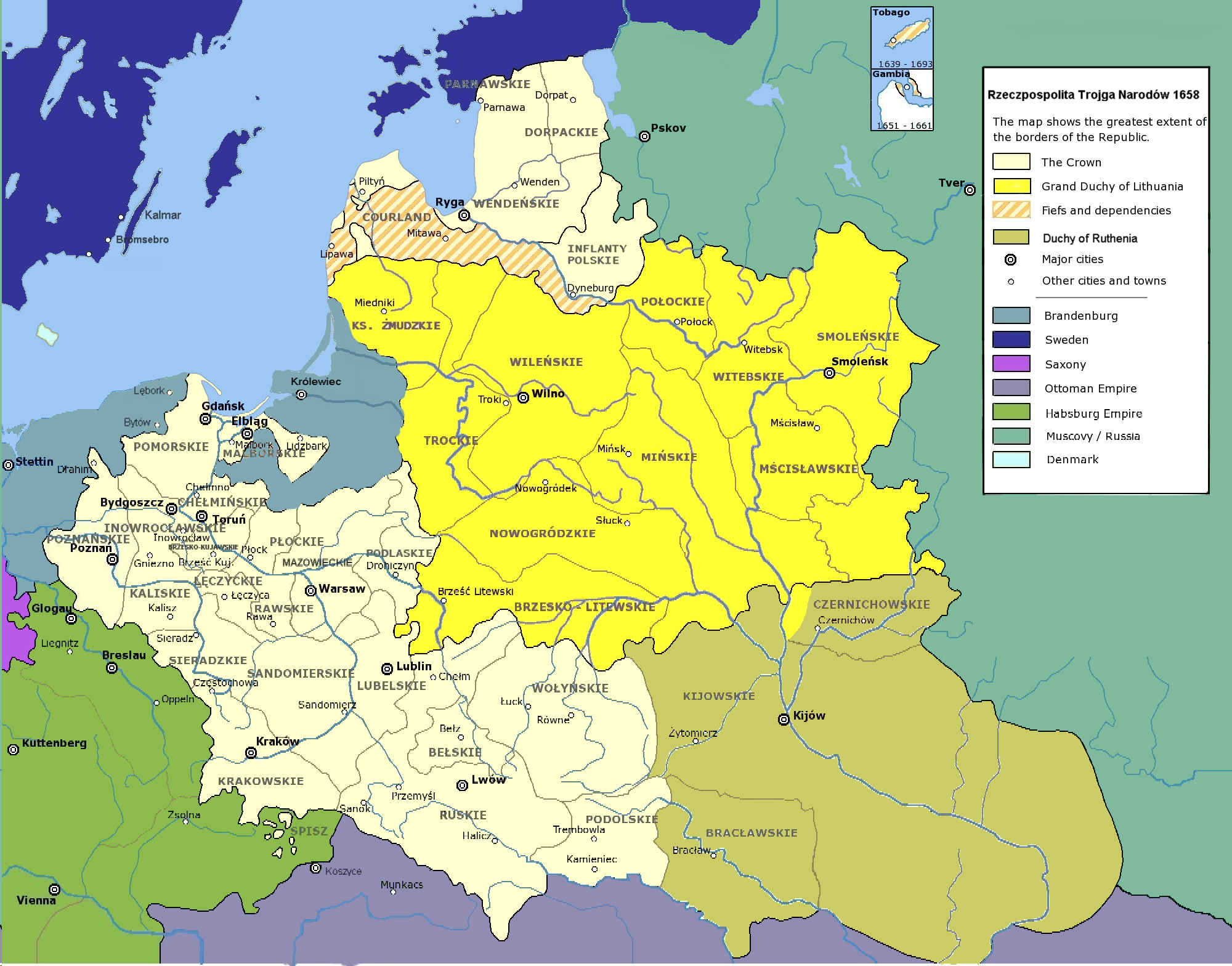
Адміністративний поділ Речі Посполитої після
Гадяцької угоди

Республіка Трьох Націй, більше знана як Річ Посполи́та (лат. Res Publica, пол. Rzeczpospolita, лит. Trijų Tautų Respublika, ст.-укр. Рѣч Посполита) — політичний проєкт перетворення конфедерації Польського Королівства і Великого князівства Литовського (тобто Республіки Обох Націй) в триєдину державу (Республіку Трьох Націй), в результаті створення на українських землях Великого князівства Руського.
1569 року в результаті Люблінської унії українські землі, що входили до Київської Русі відійшли зі складу Великого князівства Литовського до Королівства Польського. До 1654 внаслідок козацьких воєн і Хмельниччини запорізьке козацтво відокремилося від Речі Посполитої й поступово (після Переяславської ради) ввійшло до складу Московського царства.

## Історія

### Гадяцька унія

Великий князь Руський Іван Виговський

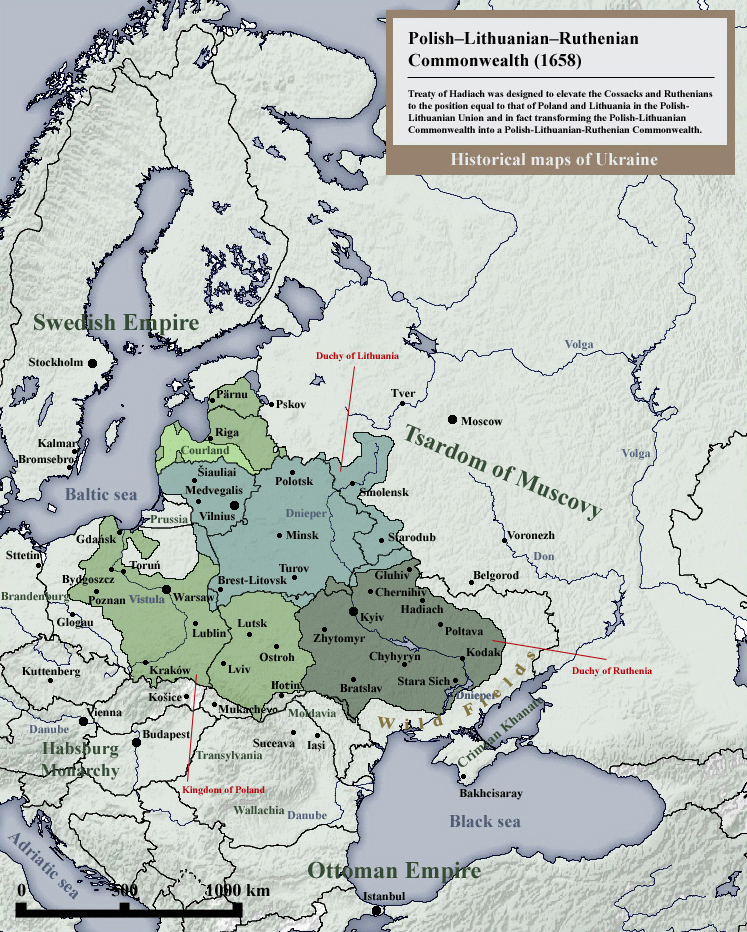
«Республіка Трьох Націй», 1658 року.

У 1658 році в Гадячі гетьман України Іван Виговський і представники Речі Посполитої підписали Гадяцький договір. Згідно зі статтями цього договору Велике князівство Руське в складі Київського, Чернігівського й Брацлавського воєводств Королівства Польського мало стати третім учасником унії, складовою Речі Посполитої на рівних умовах з Польською короною й Великим князівством Литовським.
Це рішення, однак, розділило українське козацтво на промосковську й пропольську партії й призвело до Руїни.
В основу концепції примирення України та Речі Посполитої було покладено реалізований на Люблінському сеймі 1569 року принцип конфедеративного устрою Речі Посполитої.
Згідно із запропонованими Іваном Виговським умовами, Україна як незалежна держава під назвою Велике Князівство Руське мала увійти на рівних правах з Польщею і Литвою до складу конфедерації. Територію Великого Князівства Руського складали Київське, Брацлавське і Чернігівське воєводства. Вища законодавча влада належала національним зборам депутатів, які обиралися від усіх земель князівства. Виконавчу владу здійснював гетьман, який обирався довічно й затверджувався королем. Вибір кандидатів на гетьмана мали здійснювати спільно всі стани українського суспільства — козацтво, шляхта і духовенство. Гетьман очолював збройні сили України. У Великому Князівстві Руському встановлювалися державні посади канцлера, маршалка, підскарбія і вищий судовий трибунал.
Все діловодство мало вестися українською мовою. У Києві або в іншому місті передбачалося створити монетний двір для карбування власної монети.
Українська армія мала складатися з 30 тисяч козаків і 10 тисяч найманого гетьманом війська. Військам Речі Посполитої заборонялося перебувати на території князівства. У випадку воєнних дій в Україні війська Речі Посполитої, які перебували на її території, переходили під командування гетьмана. Гарантувалися права та привілеї козацтва. На подання гетьмана щороку сто козаків з кожного полку мали прийматися до шляхетського стану.
Православні віряни зрівнювались у правах з католиками. Греко-католицька церква зберігалася, але не могла поширюватись на нові території. У спільному сенаті Речі Посполитої мали надати право засідати православному митрополитові київському і п'ятьом православним єпископам.
Угода передбачала закріплення за Києво-Могилянським колегіумом академічного статусу і зрівняння його у правах з Краківським університетом. На території князівства передбачалося заснування ще однієї православної академії та середніх навчальних закладів — колегіумів, а також фундування в необхідній кількості початкових шкіл та друкарень.
Під впливом польської шляхти й Папи Римського сейм Речі Посполитої прийняв Гадяцький договір в більш ніж урізаному вигляді. Рішення сейму та громадянська війна призвели до краху гетьманства Івана Виговського. Зокрема ухвалений сеймом договір передбачав:
1. Право 5-ти православних єпископів брати участь у засіданнях Сенату. Пункт про скасування Берестейської унії з угоди було вилучено. Зберігся пункт про обмеження на будівництво греко-католицьких церков. Також сейм відкинув вимогу козаків про повернення маєтків та чинів, відібраних у православних греко-католиками.
2. Угода не дозволяла гетьману приймати іноземні посольства.
3. Сеймова редакція договору передбачала повернення приватним власникам володінь, втрачених в часи Хмельниччини.
4. Козацький реєстр мав складатися з 30 тисяч осіб. Козаки звільнялися від сплати податків.
5. Право вибору гетьмана надавалось королю з чотирьох кандидатів, які представляли чини Київського, Брацлавського і Чернігівського воєводств.
6. Іван Виговський отримував у пожалування Любомль та посаду воєводи київського.

Термін «князівство Руське» в остаточному тексті угоди не згадувався. Так само відкинуті пункти про карбування власної монети та створення власного сейму.
Такий «куций» варіант Гадяцької угоди викликав вкрай негативну реакцію в середовищі козацької еліти і був однією з причин втрати влади гетьманом Виговським.
З точки зору козацької політики, умови договору в редакції сейму Речі Посполитої були кроком назад порівняно з умовами, що їх чотири роки тому запропонувала козакам Москва. Замість фактично незалежної держави під протекцією іноземного правителя, козацька держава, названа тепер Руським князівством, ставала складовою Речі Посполитої, інтегрованою в її адміністративно-територіальну систему. Її територія ділилася на три воєводства. Гетьман не мав права на дипломатичні зносини з іноземними правителями. Козацьке військо скорочувалося від шістдесяти до тридцяти тисяч. Козаки втрачали право обирати гетьмана, яке тепер переходило до старшини. Більш того, надання шляхетства обмеженому колу козацької старшини позбавляло рядове козацтво власної еліти. Такі умови відчутно поступалися запропонованим і значною мірою реалізованим умовам Переяславського договору 1654.
По закінченні московсько-польської війни (1654—1667) Україну поділено на Правобережну, що залишалася в складі Речі Посполитої до її Другого поділу 1793 року, і Лівобережну, що разом з розташованим на правому березі Києвом, увійшла до складу Росії.

### Січневе повстання (1863)

Дизайн 19-го століття для герба Речі Посполитої, яка так і не виникла. До його складу входять польський білий орел, литовська погоня і руський архангел Михаїл.

Причиною повстання стало прагнення передової частини польсько-литовського суспільства здобути національну незалежність і відновити державність. Піднесенню національного руху Республіки Обидвох Народів сприяли успіхи у визволенні та об'єднанні Італії, зростання демократичних сил у європейських країнах, утворення та діяльність таємних радикально-демократичних організацій у Росії.
Ідею Республіки Трьох Націй пропонували також учасники Січневого повстання у 1863 році. Тимчасовий Національний Уряд (пол. Tymczasowy Rząd Narodowy) утворили в ніч з 22 на 23 січня 1863 року, внаслідок перетворення з Національного Центрального Комітету (Komitetu Centralnego Narodowego). Був найвищим виконавчим органом повстанців.
Національний Уряд видав «Маніфест 22 січня», в якому закликав до боротьби проти Російської імперії всі народи колишньої Речі Посполитої: поляків, литовців, українців. Планувалось створити Річ Посполиту Трьох народів.
Також було оголошено про свободу селян та скасування кріпосного права.
Національний уряд мав законодавчу і виконавчу владу, створив власну секретну державну адміністрацію, уповноважену, серед іншого, для збору податків, видавати облігації та інш.
Серед керівників Національного Уряду були:
- Юзеф Каетан Яновський — відповідальний за «справи Литви і Русі».
- Мар'ян Дубецький — секретар від Русі (України).
- Агатон Ґіллер
- Людвік Мерославський
- Ромуальд Траугутт та інші.

Фактично, після арешту Ромуальда Траугутта, 10 квітня 1864 року, вважається що операція російської армії та секретної поліції «охранки» з подавлення Січневого повстання завершилась під час січового повстання.